# Tor (Fußball)

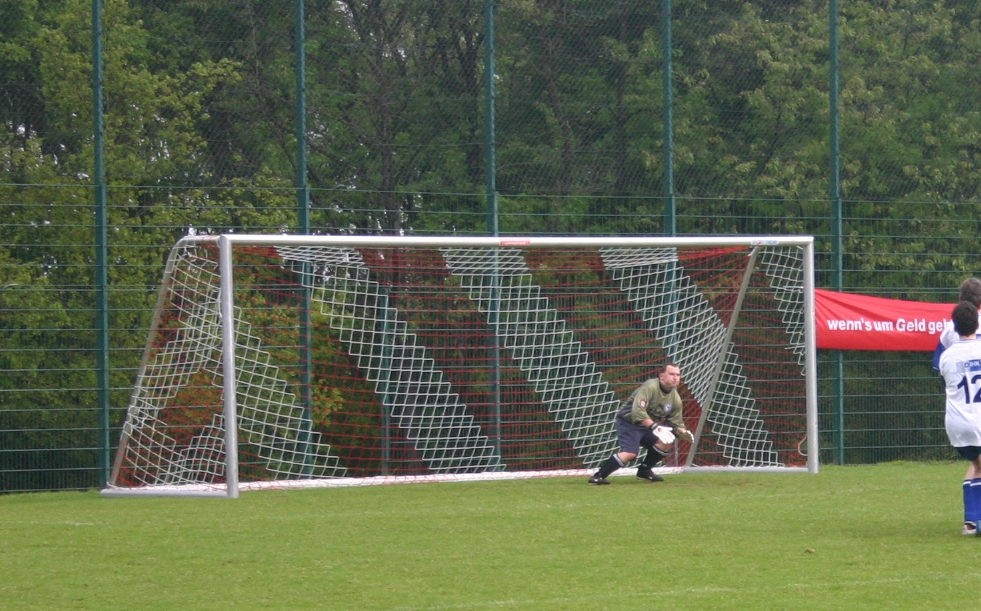
Fußballtor

Das Tor ist ein Element des Fußballfeldes, des Spielfeldes im Fußballspiel. Ein Fußballfeld hat für jede Mannschaft ein Tor. Es ist das primäre Ziel der beiden Mannschaften, den Ball in das jeweils gegnerische Tor zu schießen („ein Tor erzielen“) – die Mannschaft, die nach Ablauf der Spielzeit die meisten Tore erzielt hat, gewinnt das Spiel.

## Regelungen
Die Tore eines Fußballfeldes müssen in der Mitte der jeweiligen Torlinie (siehe Spielfeld) stehen. Sie bestehen aus zwei senkrechten Pfosten, die in gleichem Abstand zu den Eckfahnen stehen und am oberen Ende durch eine Querlatte verbunden sind.
Der Abstand zwischen den Innenkanten der Pfosten beträgt 7,32 m, die Unterkante der Querlatte ist 2,44 m vom Boden entfernt (8 Fuß × 8 Yards, dies entspricht dem Verhältnis 1 : 3). Die Pfosten und die Querlatte dürfen höchstens 12 cm breit und tief sein. Alle müssen das gleiche Format haben. Die Torlinie muss dieselbe Breite wie Pfosten und Querlatte haben. Die Pfosten und Querlatten müssen weiß sein, wobei in Deutschland auch eine silber-metallische Farbe zulässig ist.
An jedem Tor ist in der Regel ein Tornetz befestigt. Dieses befindet sich hinter dem Tor und ist mit den Pfosten, der Querlatte und am Boden befestigt. Sie sollen in geeigneter Weise abgestützt und so angebracht sein, dass dem Torwart genügend Spielraum verbleibt. Das Netz dient der vereinfachten Wahrnehmung für den Schiedsrichter sowie alle anderen Beteiligten, ob ein Schuss in oder neben das Tor geschossen wurde. Fehlentscheidungen infolge einer falschen Wahrnehmung durch den Schiedsrichter werden „Phantomtor“ genannt und stellen einen seltenen, aber sehr schwerwiegenden Fehler des Schiedsrichters dar.

## Normierung
- Die genauen Dimensionen und Ausführungen sind in der DIN 7900 Spielfeldgeräte – Fußballtore – Konstruktionsmaße nachzulesen.
- In Europa werden die Tore gemäß EN 748 Fußballtore – Funktionelle und sicherheitstechnische Anforderungen, Prüfverfahren geprüft.

## Abweichungen der Maße
Bei Spielen auf kleinerem Spielfeldern (z. B. auf nur einer Spielfeldhälfte oder auf dem „verkürzten Großfeld“), wie es insbesondere im Jugendbereich üblich ist, werden entsprechend kleinere Tore verwendet. Ein übliches Maß für die Tore beim Spiel auf nur einer Spielfeldhälfte beträgt 5 Meter Breite und 2 Meter Höhe.
Hallenfußball wird in der Regel mit Handball-Toren oder ebenfalls mit 5 × 2 Meter großen Toren gespielt.

## Variante der Netzbespannung

Varianten der Netzbespannung: Fußballtore
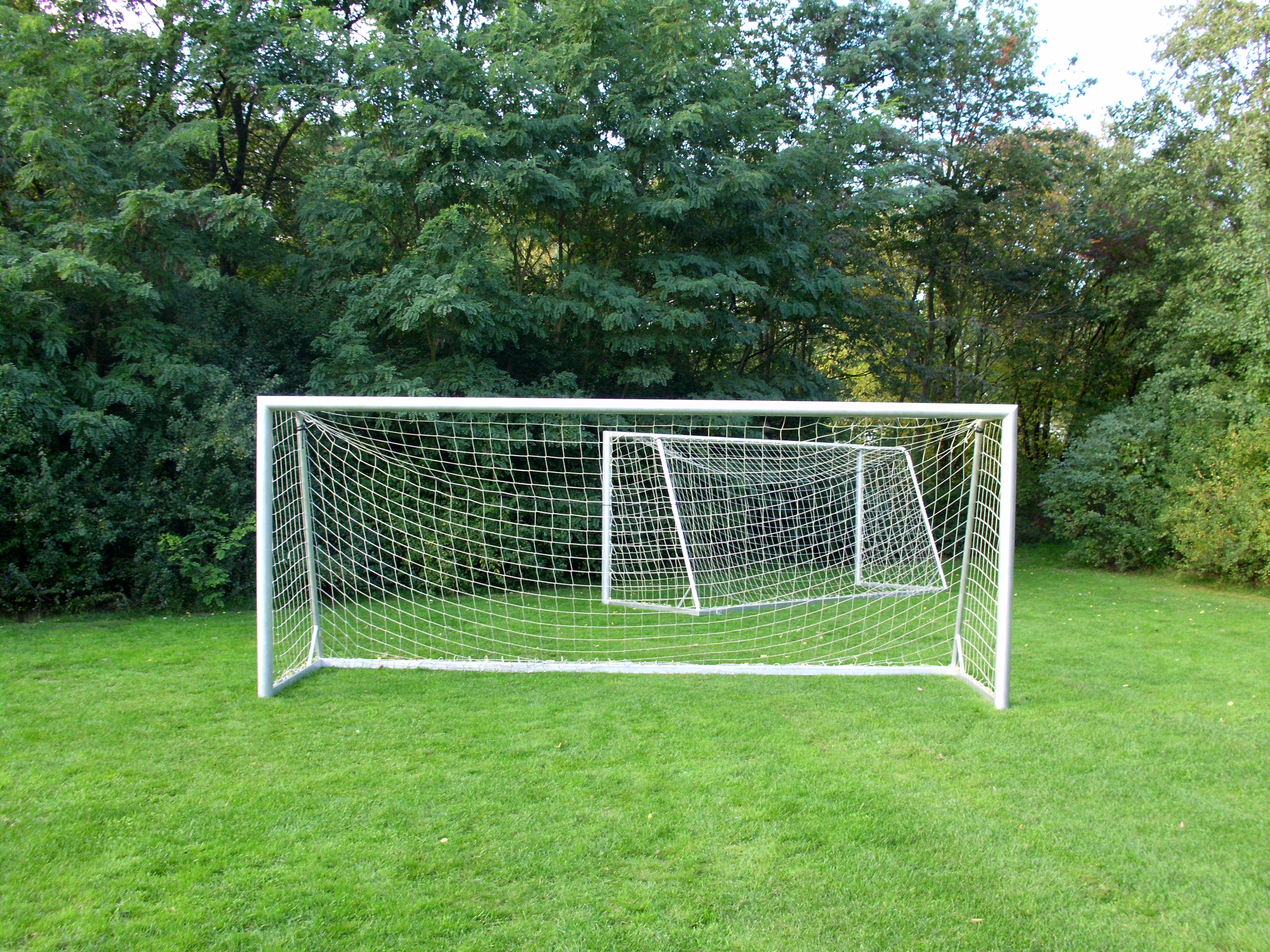
… mit befestigter …
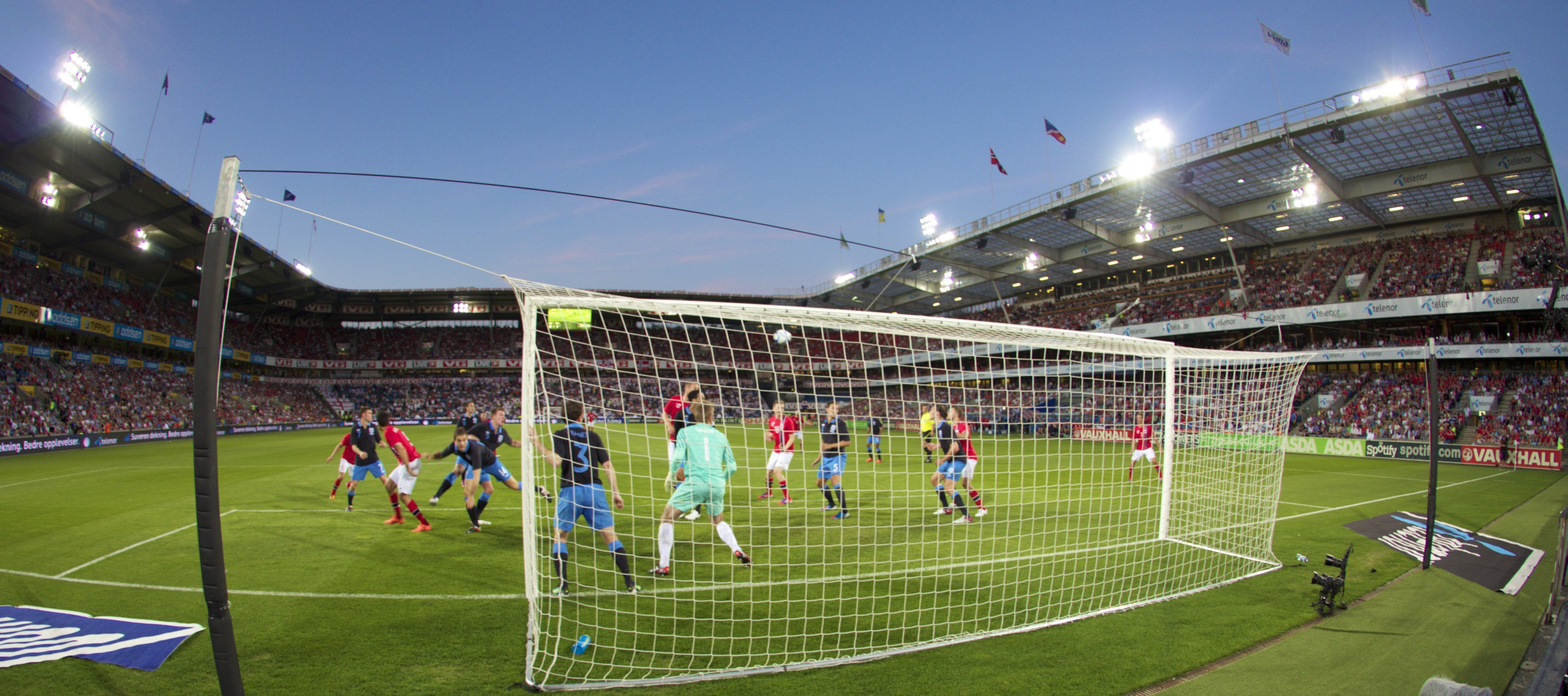
… und freier Netzaufhängung

In der deutschen Fußball-Bundesliga wird ausschließlich mit der „freien Netzaufhängung“ gespielt. Das bedeutet, dass das Netz nicht an einem Bügel befestigt ist, sondern an zwei Stahlstangen, die sich knapp hinter dem Tor befinden. In den unteren Spielklassen wird meist auf Tore mit an Bügeln befestigter Netzaufhängung gespielt.

## Trivia
- In Nottingham (England) wurde 1891 erstmals ein Fußballtor mit Netzbespannung verwendet.
- Beim Pfostenbruch vom Bökelberg am 3. April 1971 brach beim Bundesligaspiel Borussia Mönchengladbach gegen Werder Bremen der Pfosten eines Holztors. Das Spiel wurde abgebrochen. In der Folge wurden alle Bundesligatore auf Aluminium umgestellt.
- Bei einem Bundesligaspiel verfing sich Ditmar Jakobs am 20. September 1989 an einem defekten Karabinerhaken an einer Toraufhängung. Dabei verletzte er sich schwer. Seitdem sind sämtliche Formen von Karabinerhaken und Stahlnägeln verboten.
- Am 1. April 1998 führte der „Torfall von Madrid“ zu einer 76-minütigen Verzögerung der Partie Real Madrid gegen Borussia Dortmund. Die überbrückende Kommentierung der Reparaturmaßnahmen durch die Reporter Günther Jauch und Marcel Reif wurde von 12 Millionen Zuschauern gesehen; das Spiel selbst sahen nur etwa 6 Millionen. Die Kommentatoren erhielten für ihre Leistung (Jauch: „Das erste Tor fiel hier schon in der nullten Minute!“ / Reif: „Noch nie hätte ein Tor einem Spiel so gut getan wie heute hier, ein frühes Tor.“) den Bayerischen Fernsehpreis.[1]